# Lutkovno gledališče Ljubljana
Lutkovno gledališče Ljubljana je gledališče, v katerem izvajajo lutkovne in dramske predstave za otroke in mlade. Prostore ima v poslopju Mestnega doma na Krekovem trgu v Ljubljani.
Do sredine leta 2008, ko so praznovali šestdesetletnico, so izvedli že več kot dvesto petdeset premiernih predstav, triindvajset tisoč ponovitev pred več kot tremi milijoni gledalcev.

## Zgodovina lutk na Slovenskem

### Milan Klemenčič
Za očeta slovenskega lutkarstva velja slikar Milan Klemenčič, ki je leta 1910 javnosti prvič predstavil Malo marionetno gledališče. Med letoma 1920 in 1924 je bil vodja Slovenskega marionetnega gledališča - prvega (pol)poklicnega lutkovnega gledališča na Slovenskem. Klemenčič je ustvarjalni vrh dosegel z gledališčem Miniaturne lutke in igro Doktor Faust (1938).

### Sokolsko lutkarstvo
Leta 1939 je bilo v okviru dejavnosti telovadnih društev Sokol registriranih 43 marionetnih odrov, ki so popularizirali lutkarstvo. Iz sokolskih vrst so kasneje izhajali prvi sodelavci Lutkovnega gledališča Ljubljana.

### Partizansko lutkovno gledališče
Leta 1944 so na pobudo lutkarja, kiparja Lojzeta Lavriča ustanovili Partizansko lutkovno gledališče, ki je sredi evropske vojne vihre predstavljalo svojevrsten kulturni fenomen.

### Pavliha
Potem ko so prvo obdobje slovenske lutkovne zgodovine predstavljale marionete, je leta 1934 etnolog Niko Kuret ustvaril oder ročnih lutk in pet let kasneje predstavil Pavliho, ki ga je poosebljal igralec Jože Pengov, kasneje tudi prvi (neformalni) umetniški vodja Lutkovnega gledališča Ljubljana. Pavliha je slovenska različica lutke z navihanim karakterjem, ki jo poznajo v različnih državah Evrope: v Italiji ga imenujejo Pulcinella, v Nemčiji Kasperl, na Danskem Mester Jakel, v Rusiji Petruška, v Angliji Punch in Franciji Polichinelle.

### Mestno lutkovno gledališče
Lutkovno gledališče Ljubljana je bilo ustanovljeno leta 1948 kot Mestno lutkovno gledališče. Otvoritveno premiero je imelo 10. oktobra v okviru Ljubljanskega festivala. Zaradi različnih lutkarskih tradicij so začetna leta Lutkovnega gledališča, leta iskanj. Ravno po zaslugi Jožeta Pengova, direktorja, umetniškega vodje, režiserja, dramaturga, igralca, pisca, prevajalca, publicista in utemeljitelja sodobnega slovenskega lutkovnega gledališča, pa je kmalu našlo lasten izraz in doseglo zavidljivo umetniško raven. Z njegovimi uprizoritvami (Zvezdica Zaspanka, Ostržek, Sinja ptica, Mala čarovnica …) pa je gledališče prodrlo tudi v evropski kulturni prostor. 

### Lutkovno gledališče Ljubljana danes
1. januarja 2009 se je k Lutkovnemu gledališču Ljubljana pripojilo Gledališče za otroke in mlade Ljubljana (GOML). Poleg ustaljene programske ponudbe lutkovnih ter dramskih uprizoritev za otroke in mlade pa za gledalce organizirajo tudi šole in delavnice lutkarstva, odrske igre, pripovedovanja pravljic, plesa in baleta.

## Prizorišča
- Veliki oder (Krekov trg 2, pritličje, vhod s parkirišča; dvorana sprejme do 250 gledalcev, oder velikosti 10 m x 12 m);[1]
- Mali oder (Krekov trg 2, pritličje, vhod s parkirišča; dvorana sprejme do 100 gledalcev, oder velikosti 5 m x 5 m);
- Šentjakobski oder (Krekov trg 2, 1. nadstropje; dvorana sprejme do 200 gledalcev, oder velikosti 7 m x 11 m);
- Oder pod zvezdami (Krekov trg 2, vhod pri tunelu, 3. nadstropje; dvorana sprejme do 300 gledalcev; prostor mnogih razsežnosti, velikosti 19 m x 19 m);
- Kulturnica (Židovska steza 1; dvorana sprejme do 60 gledalcev).[2]

## Festival Lutke
Festival Lutke je mednarodni lutkovni festival, ki ga vsaki dve leti organizira Lutkovno gledališče Ljubljana.

## Festival Zlata paličica
Festival Zlata paličica je leta 1993 kot festival igranih predstav za otroke in mlade organiziralo Moje gledališče v Kulturnem domu Španski borci. Leta 2005 se je prenesel pod okrilje novo ustanovljenega Gledališča za otroke in mlade Ljubljana (GOML). Od pripojitve slednjega k Lutkovnemu gledališču Ljubljana leta 2009, je le-to postalo tudi organizator bienalnega mednarodnega festivala Zlata paličica. 

### Tekmovalni program 14. festivala Zlata paličica (2011)
| Predstava                       | Izvedba                                          | Avtor                                     |
| ------------------------------- | ------------------------------------------------ | ----------------------------------------- |
| Mali modri Huhu                 | Gledališče Koper                                 | Maja Aduša Vidmar                         |
| Sapramiška 2 – Sapramišja sreča | Mini teater Ljubljana                            | Svetlana Makarovič                        |
| Žužkerada                       | Lutkovno gledališče Ljubljana                    | Maja Borin                                |
| Cesarjeva nova oblačila         | Slovensko ljudsko gledališče Celje               | Milan Jesih po Andersenovi pravljici      |
| In če pride zmaj nazaj          | Plesni Teater Ljubljana                          | Ljubivoje Ršumović, Branko Završan        |
| Mala in velika luna             | Koprodukcija LGL in Prešernovo gledališče Kranj  | Boris A. Novak                            |
| Kako je Oskar postal detektiv   | Koprodukcija Rozinteater in SNG Drama            | Andrej Rozman Roza                        |
| Livingstonov poslednji poljub   | Anton Podbevšek Teater                           | Nana Milčinski, Siddharta, Igor Štromajer |
| Grozni Gašper                   | Koprodukcija SNG Nova Gorica in Gledališče Koper | Tamara Matevc po motivih Francesce Simon  |
| Pink                            | Lutkovno gledališče Ljubljana                    | Janja Vidmar                              |